# 尼古拉斯·拉潘蒂

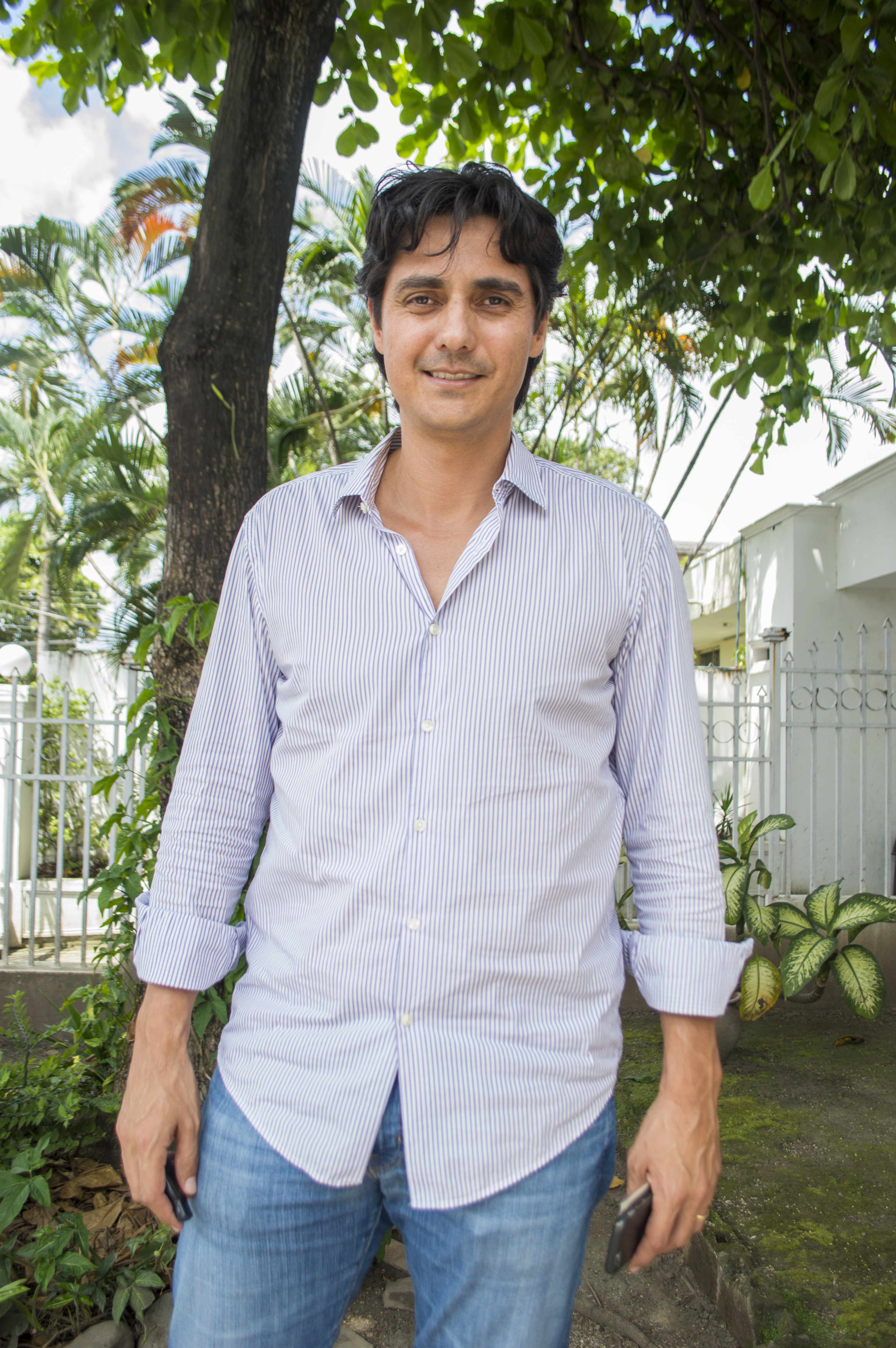
Nicolás Lapentti

尼古拉斯·亞歷山大·拉潘蒂·戈梅斯（西班牙語：Nicolás Alexander Lapentti Gómez，1976年8月13日—），厄瓜多职业网球运动员，最高世界排名為第六（1999年11月22日），目前他的世界排名為第125，他是1990年法網冠軍得主的外甥。

## 簡歷
拉潘蒂6歲開始打網球。
他在美國邁阿密奧蘭多杯獲得冠軍開始受到注目，另外他曾在法網與美網青少年組的雙打冠軍。

## 職業生涯
拉潘蒂在1995年轉為職業網球運動員，並且在哥倫比亞波哥大獲得第1個ATP單打冠軍。
在1999年澳網打入四強，並且在當年收獲2個ATP單打冠軍，並且在11月世界排名達到第6。
2002年，在奧地利的聖帕爾滕獲得第4個ATP單打冠軍。
最近他所參加的大滿貫，在2007美網他在第一輪敗給以色列好手杜迪·塞拉。
在2008年辛辛那提大師賽，他擊敗二位西班牙好手大衛·費雷爾、費爾南多·貝爾達斯科，但是在八強不敵世界第二拉斐爾·納達爾。

## 外部連結
- 官方網址 （西班牙文）
- 尼古拉斯·拉潘蒂（英文/西班牙文）的官方資料
- 尼古拉斯·拉潘蒂的國際網球總會 職業／青少年 官方資料（英文）
- 尼古拉斯·拉潘蒂的官方資料（英文）